# Maria (langue)
Pour les articles homonymes, voir Maria.
Le maria est une langue dravidienne, parlée par environ 165 000 Aborigènes Gond dans l'État du Madhya Pradesh en Inde.

## Les Marias
Les Marias résident dans le district de Bastar, qui était autrefois un État féodal du centre de l'Inde. Les Abujhmarias, un des groupes de Marias, sont aussi appelés Marias des collines. Ils se nomment eux-mêmes meṭṭa Koitor, ou Maria.

## Phonologie
Les tableaux présentent les phonèmes vocaliques et consonantiques du dialecte abujhmaria.

### Voyelles
|         | Antérieure    | Centrale      | Postérieure   |
| ------- | ------------- | ------------- | ------------- |
| Fermée  | i [i] iː [iː] |               | u [u] uː [uː] |
| Moyenne | e [e] eː [eː] |               | o [o] oː [oː] |
| Ouverte |               | a [a] aː [aː] |               |

### Consonnes
|              |              | Bilabiales | Dentales | Alvéolaires | Alvéolaires | Alvéolaires | Rétrofl. | Vélaires | Glottales |
| ------------ | ------------ | ---------- | -------- | ----------- | ----------- | ----------- | -------- | -------- | --------- |
| Centrales    | Latérales    | Bilabiales | Dentales | Palatales   |             |             | Rétrofl. | Vélaires | Glottales |
| Occlusives   | Sourdes      | p [p]      | t [t]    |             |             |             | ṭ [ʈ]    | k [k]    |           |
| Occlusives   | Sonores      | b [b]      | d [d]    |             |             |             | ḍ [ɖ]    | g [g]    |           |
| Affriquées   | Sourdes      |            |          |             |             | c [t͡ʃ]      |          |          |           |
| Affriquées   | Sonores      |            |          |             |             | j [d͡ʒ]      |          |          |           |
| Fricatives   | Fricatives   |            |          | s [s]       |             |             |          |          | h [h]     |
| Nasales      | Nasales      | m [m]      |          | n [n]       |             |             |          | ṅ [ŋ]    |           |
| Liquides     | Liquides     |            |          |             | l [l]       |             |          |          |           |
| Roulées      | Roulées      |            |          | r [r]       |             |             | ṛ [ɽ]    |          |           |
| Semi-voyelle | Semi-voyelle | w [w]      |          |             |             | y [j]       |          |          |           |

## Sources
- (en) Natarajan, G.V., Abujhmaria Grammar, Mysore, Central Institute of Indian Languages, 1985.